# Проводник (фильм, 2018)
«Проводни́к» — российский триллер режиссёра Ильи Максимова. В главных ролях: Александра Бортич и Евгений Цыганов.
В широкий прокат вышел 29 ноября 2018 года.

## Сюжет
Согласно опубликованному синопсису, фильм расскажет о молодой девушке по имени Катя, способной видеть призраков. У неё есть сестра-близнец, которая неожиданно куда-то пропадает, а Катя тем временем тут же отправляется на поиски своей сестры. Полицейские её пытаются убедить в том, что сестры и вовсе никогда не было, что это лишь фантазия Кати. Поиск пропавшей сестры наводит Катю на мысль, что сестра является жертвой маньяка. Катя верит, что всё ещё может найти и спасти свою сестру.

## В ролях
- Александра Бортич — Катя и Лариса Калужских, сёстры-близнецы
- Евгений Цыганов — следователь Капков
- Александр Робак — призрак Вася
- Вячеслав Разбегаев — Павел Петрович Лактин
- Владимир Яглыч — Антон Морозов
- Константин Мурзенко — «Хирург», патологоанатом
- Юрий Скулябин — оперативник
- Марта Тимофеева — Катя в детстве
- Екатерина Рокотова — призрак Бэлла
- Анастасия Грибова — Валерия
- Василий Бочкарёв — призрак Сан Саныч
- Сергей Горобченко — отец Кати
- Мария Малиновская — мать Кати
- Екатерина Вуличенко — Алиса

## Съёмочная группа
- Илья Максимов (режиссёр-постановщик)
- Юрий Бехтерев (оператор-постановщик)
- Денис Суров (композитор)
- Николай Ахаян (режиссёр монтажа)